# 西鯡
西鯡為輻鰭魚綱鲱形目鲱科的其中一種，分布東大西洋區，從挪威至摩洛哥海域，包括北海、波羅的海、地中海等海域，棲息深度可達300公尺，本魚體延長而側扁，體被大的薄鱗片，深藍色的背部，腹側銀綠褐色或金黃色，背鰭硬棘4-6枚;背鰭軟條13-18枚;臀鰭硬棘 3-4枚;臀鰭軟條18-24枚;脊椎骨57-58枚，體長可達69公分，為洄游性魚類，棲息在沿海，成群活動，在半鹹水水域或河口產卵，屬肉食性，以小魚、甲殼類，為高經濟價值的食用魚。

## 擴展閱讀
維基物種上的相關：西鯡